# Bangued
Bangued ist eine philippinische Stadtgemeinde in der Provinz Abra im Nordwesten der Insel Luzon, am West-Fuß der Cordillera Central. Bangued ist Sitz der Provinzregierung der Provinz Abra.

## Geografie
Bangued ist eine von Land umschlossene Stadtgemeinde, ihr Gebiet streckt sich von Norden nach Süden und wird durch den Fluss Abra zweigeteilt. Sie liegt im Westteil der Provinz an der Grenze zur Provinz Ilocos Norte. Bangued grenzt an die Stadtgemeinden Danglas im Norden, an La Paz, Tayum und Peñarrubia im Osten, San Isidro im Süden und Langiden und Pidigan im Westen.
Im Norden und Süden ist das Gebiet bergig und flach bis leicht hügelig in der Mitte. Der flache mittlere Teil liegt 30 m über dem Meer. Der Norden, der hauptsächlich gebirgig ist und in dem der Cassamata-Hill-Nationalpark liegt, reicht von 60 bis 1036 m über dem Meer. Die Landschaft im Süden, die durchsetzt ist von Bergen und Hügeln, reicht von 45 bis 300 m über dem Meer.
Das Klima gehört zum Klimatyp I tropischen Klimas, der charakterisiert ist durch zwei ausgeprägte Jahreszeiten: trocken von November bis April und feucht während des restlichen Jahres. Vorherrschende Windrichtung ist Nordwest; während des Sommers kommen die Winde häufig auch aus Nord oder Ost.

### Baranggays
Bangued ist politisch in 31 Baranggays mit 77 Sitios (Siedlungen) unterteilt.
| - Agtangao - Angad - Bañacao - Bangbangar - Cabuloan - Calaba - Tablac (Calot) - Cosili West (Buaya) - Cosili East (Proper) - Dangdangla - Lingtan | - Lipcan - Lubong - Macarcarmay - Maoay - Macray - Malita - Palao - Patucannay - Sagap - San Antonio | - Santa Rosa - Sao-atan - Sappaac - Zone 1 Pob. (Linasin) - Zone 2 Pob. (Consiliman) - Zone 3 Pob. (Lalaud) - Zone 4 Pob. (Town Proper) - Zone 5 Pob. (Bo. Barikir) - Zone 6 Pob. (Sinapangan) - Zone 7 Pob. (Barikir) |

## Geschichte
Der Name Bangued bedeutet „Straßenblockaden, Hindernisse“. Bangued wurde 1598 selbstständige Gemeinde und wurde am 25. Juli 1861 Sitz der Provinzregierung der Provinz Abra.
Die frühen Siedler waren ethnische Tingguian, die zu den Stämmen der Bago, Itneg, Masadjit, lbanao und Indayas gehörten.
Die Tingguian wehrten sich gegen die Christianisierung durch spanische Mönche, die in die westlichen Siedlungen kamen. Die Bewohner des Tingguiangebiets hinderten die Spanier daran, in ihr Gebiet einzudringen, indem sie Straßenblockaden auf allen Wegen des Gebietes errichteten und indem sie große Bäume fällten, die sie in den Fluss Abra warfen, um die eindringenden Kolonisatoren
zu hindern, in Booten und Bambusflößen in das Gebiet einzudringen. Diese Hindernisse wurden in der Sprache der Einheimischen bangen genannt.
Unter Anführung von Juan de Salcedo entschieden die spanischen Konquistadoren, in das Gebiet einzudringen. Diese sahen als sie ostwärts in das Gebiet vordrangen, die Baumstämme entlang des Flusses Abra und die großen Steine, die die Wege blockierten. Ein Untergebener Salcedos traf auf einen Einheimischen und fragte nach dem Namen des Ortes. Dieser dachte, er werde nach der Bedeutung der Steine und der Baumstämme gefragt, und antwortete mit dem Wort bangen, das der Untergebene Salcedos in sein Notizbuch notierte.
Die Spanier waren erfolgreich in ihren Bestrebungen, in die Gemeinden im Landesinnern vorzudringen, indem sie die Hindernisse mit den Worten „Abra ese obstucus“ aus dem Weg räumten. Später wurde aus dem Ort, an dem sie die Hindernisse fanden, Bangen, und die Provinz nannten sie Abra.
Infolge der US-amerikanische Kolonisation wurde eine Zivilregierung eingerichtet und der Name in Bangued abgeändert.

## Wirtschaft und Infrastruktur
Die Wirtschaft der Stadtgemeinde ist stark abhängig von der Landwirtschaft, gefolgt von Handel und Industrie. Der Handel und die Montage wird von chinesischen Geschäftsleuten dominiert. Die wirtschaftliche Aktivität beschränkt sich auf den städtischen Hauptort entlang der Hauptverkehrsstraßen.

### Verkehr
Bangued ist über die Abra-Ilocos Sur National Road von Westen her, über die Abra-Kalinga Road von Nordosten her und die Abra-Ilocos Norte Road von Norden her zu erreichen. Bangued ist 408 km nördlich von Manila, 197 km von Baguio und 60 km von Vigan City entfernt.
Busse, Minibusse, Jeepney, Tricycles sind die wichtigsten Transportmittel innerhalb der Stadtgemeinde auch für den Transport von Gütern. Die langen Strecken in der Provinz Abra und über die Provinz hinaus bedienen Busse, Minibusse und Jeepneys, während Tricycles nur für den innerörtlichen Verkehr von Bedeutung sind, sowie für die Verkehrsverbindungen zu den benachbarten Stadtgemeinden.
Busse von und nach Manila haben eine Busstation, während es für die anderen öffentlichen Verkehrsmittel keine festgelegten Haltestellen gibt.